# Carex heterophyta
Carex heterophyta är en halvgräsart som beskrevs av Holmb. Carex heterophyta ingår i släktet starrar, och familjen halvgräs. Inga underarter finns listade i Catalogue of Life.